# Segertoner (1930)
Segertoner är den svenska pingströrelsens sångbok eller psalmbok, utkommen i gradvis utökade versioner sedan 1914. Lewi Petrus var huvudredaktör för utgåvan av 1930. I förordet uppgav han antalet nya sånger i denna upplaga till 115 stycken och omfattade numren 338-452.  Numren 147, 151, 154, 265 och 327 var nya i jämförelse med tidigare utgåvor vars motsvarande sånger helt utgått. Tre sånger, nummer 57, 137 och 163 har fått nya, mera lämpliga melodier. Dessutom har många psalmer omarbetats och ofta utökats. Författarnamn anges där det är känt. 
I redaktionen ingick också Paul Ongman, Emil Peterson och Karl-Erik Svedlund. Denna version av Segertoner innehåller ett Ämnesregister med 37 avsnitt, där det anges för vilka tillfällen och behov de olika psalmerna passar. Därtill finns ett Register där psalmernas första vers anges i bokstavsordning och ett Körregister där psalmernas refränger likaså anges i bokstavsordning.
Ur Segertoner 1930 valdes ett antal psalmer ut som gavs ut i särtryck under namnet Sånger för väckelsemöten, den elfte upplagan trycktes 1955 och antalet exemplar var då uppe i 133:e - 140:e tusendet. Upplagan innehöll 140 utvalda psalmer där numret ur Segertoner också anges. Segertoner 1960 är en utvidgning av Segertoner 1930.
För psalmer lämpliga för olika tillfällen finns Segertoner 1930: Ämnesindelning.

## Innehåll i nummerordning

### Sång 1–100
```
1 
Store Gud, du är god
 översatt från norska
2 
Jag var borta ifrån Herren
 
3 
Det är så gott att om Jesus sjunga
 av 
Anders Carl Rutström
 
Finns på Wikisource
.

4 
O, fröjd utan like, som Jesus mig gav
 av 
Lewi Pethrus

5 
Lova Herren du, hans egna köpta skara
 
6 
O, det finns ingen vän lik Jesus
 av 
Peter Bilhorn
 - 
Nathanael Cronsioe

7 
Saliga visshet, Jesus är min

8 
O, hur salig jag nu är!
 översatt av 
C. Hedéen

9 
Glad som fågeln på sin gren i lunden
 av 
Nils Frykman
 
Finns på Wikisource
.

10 
Stäm in i änglars kor
 av 
Dowling

11 
Jag inträtt i Kanaan
 
Mrs C. H. Morris

12 
O segrare från Golgata
 av 
Lewi Pethrus

13 
Jag gav mitt liv åt Jesus
 av 
Fred P. Morris

14 
Jag lyfter mina händer
 
Finns på Wikisource
.

15 
Närmare, Gud, till dig
 
Finns på Wikisource
.

16 
Skurar av nåd skola falla
 
Finns på Wikisource
.

17 
Kom, huldaste förbarmare
 
Finns på Wikisource
.

18 
Jag funnit har en reningsflod
 
Phoebe Palmer

19 
Behåll min själ från dag till dag
 översatt av 
C. Hedéen

20 
Från det slaktade Guds Lamm
 av 
Olof Hedéen
 
21 
Guds rena Lamm, oskyldig
 
Finns på Wikisource
.

22 
En underbar, underbar tillflykt
  av 
Lewi Pethrus

23 
Vill du från syndernas börda bli fri?

24 
Låt mig få höra om Jesus

25 
Det är ett fast ord
 av 
Joël Blomqvist
 
Finns på Wikisource
.

26 
Gå i Herrens vingård, käre broder
 av 
Fredrik Engelke

27 
Kära själ, säg är du redo till att möta Gud
 ur 
Sjungen i Anden

28 
Så ömt och så vänligt ljöd Frälsarens röst
 från norska av 
Lewi Pethrus

29 
Kom, o kom, du betryckta själ
 av 
George Frederick Root

30 
O, öppna ditt hjärta för Herran
 
31 
Emedan blodet räcker till

32 
Jag är en främling här
 av 
E. T. Cassel

33 
Han kärleksfullt mig sökte
 av 
W Spencer Walton

34 
Se, Jesus borttappat ett av sina får
 
35 
Härligt nu skallar frälsningens bud
 ur FA:s sångbok
36 
En gång jag av lagen blev tuktad och skrämd
 av 
Thomas Ball Barratt
 - 
Otto Witt

37 
Nu är syndens boja krossad

38 
Vill du äga Jesus och bli fri från alla band
 av 
C. S. Nusbaum

39 
Köpt ifrån jorden
 av 
R. Edhelberg

40 
Vid min bröders hjordar
 av 
Lewi Pethrus

41 
När vi vandra med Gud
 av 
J. H. Sammis

42 
Fruktar jag, min tro blir svag
 av 
Ada R. Habershon
 - 
C. Hedéen

43 
Såsom floden strömmar
 av 
Frances Ridley Havergal
 -  av 
Lewi Pethrus

44 
När ditt mod sviktar
 av 
Eric Bergquist

45 
Jag är en kristen och vill det vara

46 
Herre, se vi väntar alla
 
Finns på Wikisource
.

47 
När Jesus uppstått ur sin grav
 av 
Elias Hane
 
48 
Fyllt av omsorg hjärtat är
 av 
Mrs James
 - 
R. Edhelberg

49 
Se, det vitnande fältet nu väntande står
 ur 
Väckelse- och Lovsånger

50 
Tänk vilken underbar nåd av Gud
 av 
Eric Bergquist
 
Finns på Wikisource
.

51 
Stå upp, stå upp för Jesus
 
Finns på Wikisource
.

52 
Nu midnattstimmen inne är
 av 
Elias Hane

53 
Oss ett härligt rike väntar
 översatt av 
John Ongman

54 
När jag från mödans och prövningens land
 av 
Chas H. Gabriel
 - 
R. Edhelberg

55 
Du, Guds frälsta pilgrimsskara
 av 
Josef Grytzell

56 
När mitt livsverk är ändat
  
Fanny Crosby

57 
När jag i tron min Jesus ser
 (Med ny melodi från 1930) 
Finns på Wikisource
.

58 
Städse på Sion jag tänker
 av 
Thomas Ball Barratt

59 
Jag skall se min herre Jesus
 ur 
Sånger till Herrens lof

60 
Invid porten står

61 
Det ljusnar nu, det gryr till dag
 bearbetning från norska av 
Lewi Pethrus
 
62 
Väktare, när få vi skåda Sions morgon gladelig
 av 
Sidney S. Brewer

63 
Den kraft, som föll på pingstedag
 av 
Mrs C. H. Morris

64 
All min fröjd jag har i Jesus
 
65 
Vår Gud giver löften

66 
En Frälsare, härlig, jag äger
 
Mrs Frank A. Breck

67 
Med undran jag mäter den kärlek, mig Jesus ger
 av 
Chas H. Gabriel

68 
Ingen lik Jesus i lust och smärta
 av 
Fanny Crosby

69 
Till Jesus varje dag mitt hjärta drages
 
W. C. Martin

70 
Löftena kunna ej svika

71 
Aldrig tröttna vi att sjunga
 av 
Fanny Crosby
 
72 
Hell Jesus utav Betlehem
 av 
Edward Perronet

73 
På Golgata kors min Frälsare led

74 
Vak upp, hör väkten ljuder
 av 
Frans Michael Franzén

75 
Såsom lösen för min själ
 av 
C. Austin Miles

76 
Friad från lagen frälsning jag funnit
 
Philip Paul Bliss

77 
Vilken Frälsare jag har
 av 
Charlotte G. Homer

78 
Alla tvivel bär till Jesus
 
Finns på Wikisource
.

79 
Vid basunens ljud
 
J. H. Kurzenknabe
 
Finns på Wikisource
.

80 
Kom, som du är, till din Jesus
 av 
Thomas Ball Barratt
 - 
P M

81 
Den, som tror på Herren
 av 
Mrs C. H. Morris

82 
O, skördemän, skynda på fältet ut!
 av 
E. E. Rexford
 - 
John Ongman

83 
Jag har hört om Herren Jesus hur han gick på stormigt hav
 
84 
Eld från himlen, kom!

85 
Den stora vita skaran där
 
Finns på Wikisource
.

86 
Från berg till berg, från dal till dal
 av 
W. H. Clark

87 
Se, hur Herrens dag nu nalkas
 
William F. Sherwin

88 
Hur ljuvligt det är att möta
 
Finns på Wikisource
.

89 
En blick på den korsfäste giver dig liv
 av 
Amelia Mathilda Hull

90 
Ett kors, ett kors, ett blodstänkt kors
 av 
W. Mc Donald

91 
Ack, göt min Frälsare sitt blod?
 
Finns på Wikisource
.

92 
O Jesus, jag ej glömma kan
 av 
Albert M. Johansson 

93 
Till härlighetens land igen
 
Finns på Wikisource
.

94 
Sök ej Kristus bland de döda
 av 
Philip Paul Bliss

95 
Vid levande källan jag vilar så nöjd
 av 
Emil Gustafson

96 
Hur ljuvt det bandet är
 av 
John Fawcett

97 
Kom som på morgonens vingar
 av 
El Nathan
 - 
Lewi Pethrus

98 
Jag är frälst, Mig Herren frälsat
 av 
S. L. Oberholtzer
 - 
John Ongman

99 
Du arma själ, som fridlös går
 av 
Olof Hedéen

100 
På underbara vägar går
 av 
William Cowper
```

### Sång 101–200
```
101 
Hela världen fröjdens Herran
 
Finns på Wikisource
.

102 
Jesus, du min fröjd och fromma
 
Finns på Wikisource
.

103 
Min blodige konung på korsträdets stam
 
Finns på Wikisource
.

104 
Var hälsad, sköna morgonstund
 
Finns på Wikisource
.

105 
Just som jag är, ej med ett strå
 
Finns på Wikisource
.

106 
Jag gav mitt liv för dig
 
Finns på Wikisource
.

107 
O, du dyrköpta själ
 av Paulina
108 
Förlossningen är vunnen
 
Finns på Wikisource
.

109 
Klippa, du som brast för mig
 
Finns på Wikisource
.

110 
O du saliga, o du heliga
 
Finns på Wikisource
.

111 
Se, mängden mot Golgata skrider
 översatt från danska av 
C Björkman

112 
O, var äro de
 av 
E. E. Rexford

113 
Om någon mig åtspörja vill
 av 
Erik Pontoppidan

114 
Vi stämma upp en fröjdesång
 av 
Philip Paul Bliss

115 
Sjung evangelium om Jesus
 av 
Philip Phillips

116 
Måste jag då gå så tomhänt?
 av 
C. C. Luther

117 
Dröjer du än, o broder?
 av 
George Frederick Root
 - 
John Ongman

118 
När invid korset jag böjde mig
 
119 
Det är fullkomnat
 
120 
Underbar kärlek så stor

121 
Som törstig hjort vill läska sig
 av 
Henry Francis Lyte

122 
Ett tillbud har om frälsning
 av 
Philip Paul Bliss

123 
Guds kärleksflod så full av frid
 
Finns på Wikisource
.

124 
Och när skörden är slut
 ur 
Frälsningsarméns sångbok

125 
Då Israel ur träldom kom
 av 
H. J. Zelley

126 
Min själ var förskräckt för Guds stränghet och makt
 av 
H. J. Zelley

127 
Det är en som har dött i stället för mig
 av 
Carrie E. Breck 

128 
En frälsare dyrbar är Jesus
 av 
Fanny Crosby

129 
Vem vill stå med Jesus i det stora slag?
 av 
Frances Ridley Havergal

130 
Evad dig möter, käre vän

131 
Det finns en underbar källa

132 
Jag vill hava Jesus med mig
 av 
Lizzie Edwards

133 
Jag tror, är döpt, är ren och skär
 av 
Oskari J-n

134 
Jag vill sjunga om min Jesus
 av 
Philip Paul Bliss

135 
Allenast i hopp till Gud
 av 
Jonas Petersen
 
136 
Trygg gemenskap här
 av 
Elisha Albright Hoffman

137 
Jesus, som av andras sorger
 av 
Emil Gustafson
 (Med ny melodi för Segertoner 1930).
138 
Ljuvligt och kärleksfullt Jesus hörs kalla
 
139 
Många år jag gick på syndens väg
 av 
Wm R. Newell

140 
Jag vet, min Fader känner till
 av 
S. M. I Henry

141 
Hjertans Jesus, i ditt hjerta
 
Finns på Wikisource
.
 
142 
Få vi mötas vid floden
 av 
Robert Lowry

143 
Så älskade Gud världen all
 
Finns på Wikisource
.

144 
Det finns ett hem

145 
Ned ifrån himmelen höga

146 
Har du mod att följa Jesus
 
Finns på Wikisource
.

147 
Lov, ära och pris dig vår Fader och vän
 av 
William P. Mackay
 (Ny psalm för denna utgåva).
148 
Hör, o min själ, hur änglasången skallar
 av 
Frederick William Faber

149 
O, att få hemma vara
 av 
F. C Armstrong

150 
Kom till den öppna källa
 av 
Teodor Trued Truvé

151 
Det finns en källa fylld med blod
 av 
William Cowper
 (Ny psalm för denna utgåva).
152 
Tidstecknen visa, att Herren är nära
 bearbetad av 
Lewi Pethrus

153 
Kärleken är ljusets källa
 av 
Nikolaj Frederik Severin Grundtvig

154 
Det är en ros utsprungen
 
Finns på Wikisource
.

155 
Vår Gud är oss en väldig borg
 
Finns på Wikisource
.

156 
Jesus, blott i dina sår
 
157 
Vad är din vän för mer än andra vänner
 av 
Eric Bergquist

158 
När du kastas redlöst kring på livets hav
 av 
Johnson Oatman Jr

159 
Det klappar på där ute
 H V 2: 14 1 Tess 4: 17. Från 
Schibboleth
[
förtydliga
]
 översatt av 
Lewi Pethrus

160 
O Jesus, min Jesus, mitt hjärta intag
 av 
Emil Gustafson

161 
I ären tempel
 av 
Mrs C H Morris

162 
Det finns en ros, en Sarons lilja
 av 
Adolf Edgren

163 
Ensam Jesus kom från himlens tempelgårdar
 (Med ny melodi för denna utgåva av Segertoner 1930)
164 
Jesus, du som har mig kär
 av 
Eric Bergquist

165 
Då min farkost bräcklig, svag
 av 
W. C. Martin

166 
Har du sett, hur träden fälla
 
167 
Hur underlig är du i allt vad du gör
 
Finns på Wikisource
.

168 
Närmare, ja närmare, tätt till ditt bröst
 av 
Mrs C. H. Morris

169 
Klädd i Guds frälsning jag står
 översatt från norskan
170 
Så den ädla säden

171 
Du tog din plats på Fadrens högra sida
 av 
Lewi Pethrus

172 
Endast i Gud hav din ro
 
173 
O, sprid det glada bud
 
174 
Säll är den, som hoppas uppå Herren
 av 
Emil Gustafson

175 
Kommen alla I, som liden
 
176 
Endast ett steg till Jesus

177 
Ännu finns rum i Lammets fröjdesal
 av 
Horatius Bonar

178 
Vi äro skördemän åt Gud
 av 
Chas H. Gabriel

179 
Skynda till Jesus, tveka ej mer!
 av 
George Frederick Root

180 
Upp, min själ, och prisa Jesus god
 av 
El Nathan

181 
Jesus i graven låg
 av 
Robert Lowry

182 
Se, korset det står fast
 av 
Horatius Bonar

183 
Vill du ej söka att rädda själar
 av 
Fred P. Morris

184 
Hela vägen Jesus leder mig
 översatt från norska
185 
Mera av Jesus Gud mig lär
 av 
Eliza Edmunds Hewitt

186 
Jag törstar, och jag längtar att äga mer av Gud
 av 
A J Kelly
 - 
Lewi Pethrus

187 
Upp min tunga

188 
Jubla nu, mitt sälla hjärta
 av 
Emil Gustafson

189 
Ring i himlens klockor
 av 
William Orcutt Cushing
 
Finns på Wikisource
.

190 
Förr var mitt hjärta bundet
 av 
W. C. Martin
 - 
Otto Witt

191 
Guds nåd är mig nog
 översatt av 
Otto Witt

192 
Djupt i synd jag sjunken var
 av 
James Rowe
 - 
Otto Witt

193 
Kom hit, var törstig själ
 av 
Thomas Ball Barratt
 - 
R. E.

194 
Om du är trött på den synd
 av 
Mrs C. H. Morris

195 
Vid Golgata jag stod en dag
 av 
Edwin O Excell
 - 
Otto Witt

196 
Som öster är fjärran från väster
 av 
Ada R. Habershon
 - 
Otto Witt

197 
Vid mitt hjärta så länge min Frälsare stod
 av 
Ada R. Habershon
 - 
Otto Witt

198 
Genom porten i staden han leddes ut
 av 
Ada R. Habershon
 - 
Otto Witt

199 
Fast vid korset blev han naglad
 av 
Robert Harkness
 - 
Otto Witt

200 
Intet jag äger, som icke jag fått
 av 
James M. Gray
 - 
Otto Witt
```

### Sång 201–300
```
201 
Inför Pilatus där står Guds Lamm
 av 
Albert Benjamin Simpson
 - 
Otto Witt

202 
Kärlek utan gränser, rik och fri
 
Finns på Wikisource
.

203 
Ej i dag, har mången sagt
 
204 
Har du hört förtäljas om Jesu död
 av 
T. Dennis
 - 
Otto Witt

205 
Du har hört en ljuvlig stämma
 bearbetning av 
Lewi Pethrus
 ur 
Truvés sånger

206 
Ropa högt i världen ut
 av 
Pricilla J. Owens

207 
Ej silver, ej guld har förvärvat mig frälsning
 
208 
Stilla, min själ, för Jesus
 översatt från norska 
Otto Witt
 
209 
Min Frälsare mig löste
 av 
Fred P. Morris
 - 
Otto Witt

210 
Himlens helighet är stor
 av 
C. W. Naylor
 - 
Otto Witt

211 
Har du funnit din viloplats
 av 
F. M. Lehman
 - 
Otto Witt

212 
Till fasornas ort
 av 
R. Carradine
 - 
Otto Witt

213 
Jag vill hemåt gå uppå korsträdets väg
 av 
Jessie Brown Pounds
 - 
Otto Witt

214 
Guds Son med genomstungen hand
 av 
George H. Hicks
 - 
Otto Witt

215 
En ström nu flödar ifrån Golgata
 av 
F. L. Snyder
 - 
Otto Witt

216 
Djupare, o Jesus, i din kärlek
 av 
Charles Prise Jones
 - 
Otto Witt

217 
Min herde är Herren
 översatt av 
Otto Witt

218 
Uppsök de fallne, syndare kalla
 ur 
Förbundssånger

219 
Skynda, o, skynda till fristaden hän

220 
Djup och ofattlig, underbar
 av 
Major Andre
 - 
Otto Witt

221 
Har du prövat att tro på din Frälsare
 
222 
O, själ, som nu vandrar i fjärran
 av 
Mary C. Frost

223 
En Frälsare, som för vår frälsning blev död
 av 
Ada R. Habershon

224 
Säg, varför ej mottaga frälsning just nu
 av 
Effie Wells Loucks
 - 
Otto Witt

225 
När som livets strid är slutad
 av 
C. B. Widmeyer

226 
Herre, låt ingenting binda de vingar
 av 
Lina Sandell-Berg

227 
Om än min vandring ginge bland faror utan tal
 av 
C. Austin Miles

228 
Det var i Jesu dyra blod
 av 
Mrs C. H. Morris
 - 
Otto Witt

229 
Då Jesus bjudning ger dig
 av 
W. E. Witter
 - 
Otto Witt

230 
O, att bli lik dig, Frälsare dyre!
 av 
Thomas O. Chisholm

231 
Jag vill följa dig, o Jesus
 av 
Lina Sandell-Berg

232 
Just på Frälsaren tro
 av 
Mrs C. H. Morris

233 
Må all jordens fröjd försvinna
 av 
Mary Bernstecher
 - 
Otto Witt

234 
Underbart synes det mig
 av 
Elisha Albright Hoffman
 - 
Otto Witt

235 
Djup, bred, helig och mäktig
 av 
Thomas Ball Barratt
 - 
Otto Witt

236 
Då min själ böjde sig
 av 
C. A. Miles
 - 
Otto Witt

237 
Jag flydde från Egypten, ty hjälpen nära var
 av 
Joshua Gill
 - 
Otto Witt

238 
Jag är frälst och följer nu blott Herrens ledning
 av 
Harry Dixon Loes
 - 
Otto Witt

239 
Jag tågat från Egypten upp till löftets land
 av 
Mrs M. J. Harris

240 
Sanna och hängivna, trogna och glada
 av 
Frances Ridley Havergal
 - 
Otto Witt

241 
Jag har hört Guds stilla röst
 av 
Frank Dyer
 - 
Paul Ongman

242 
Jesus kom och gav mig frid
 av 
Stella Mc Nutt

243 
Jag har lämnat allt för Jesus
 
Finns på Wikisource
.

244 
Världen tag, men giv mig Jesus!
 av 
Fanny Crosby

245 
Giv mig den frid, som djup likt floden flyter
 av 
J. Crewdson

246 
Vila jag sökte i världen vid
 av 
Lewi Pethrus

247 
Själv blott ett intet, intet
 översatt av 
Otto Witt

248 
Du, som av kärlek dog
 av 
Sylvanus Dryden Phelps

249 
Jag mig giver helt åt Jesus
 av 
Mary S. James

250 
Helig eld nu känner jag
 översatt av 
Otto Witt
 och 
Paul Ongman

251 
Jag lämnar eder ej allen'
 av 
Mrs C. H. Morris

252 
Jesus kär min farkost styr
 av 
E. Hopper

253 
Lär mig, o du helge Ande
 av 
Kate Ulmer

254 
Sedan jag blev frälst och andedöpt
 av 
John S. Brown

255 
Om du längtar efter fullhet
 av 
Mrs C. H. Morris

256 
Jesus! Jesus! O, det ordet
 av 
Carl Boberg

257 
Låt oss lyfta hjärtat uti lov och pris
 av 
Avis M. Burgeson
 - 
Otto Witt

258 
Jag sjunger en sång från morgon till kväll
 av 
G. D. Watson
 - 
Otto Witt

259 
Jag vill höja lovsångstoner till min kung
 av 
Albert Simpson Rietz
 - 
Otto Witt

260 
Med en evig kärlek stor
 av 
Wade Robinson
 - 
Otto Witt

261 
Stor är herrens nåd den rika
 av 
Thomas Ball Barratt
 - 
Otto Witt

262 
I evig kärlek kom Guds Lamm
 av 
Charlotte G. Homer
 - 
Otto Witt

263 
Jag kan väl ej förklara rätt Guds frid
 av 
John S. Brown

264 
Det är saligt att på Jesus få tro
 av 
Andreas Fernholm
 ev = 
Det är saligt på Jesus få tro

265 
Till det härliga land ovan skyn
 
Finns på Wikisource
.
 
266 
Jag har kommit in i landet
 av 
Werner Skibsted

267 
Där vilda vågor rasa på livets stora hav
 av 
Lewis E. Jones
 - 
Otto Witt

268 
Skulle jag något frukta här uti skuggornas land
 av 
Mrs C. D. Martin
 - 
J E Hjelm

269 
Gud är trofast, o min själ
 av 
Josef Grytzell

270 
Jag funnit har en sådan vän
 av 
J. G. Small
 - 
Otto Witt

271 
Från min synd är jag fri
 av 
Edgar Lewis
 - 
Otto Witt

272 
Ty Gud har älskat världen så
 av 
Mrs C. H. Morris

273 
Guds underbara nåd mot mig
 av 
El Nathan

274 
Känner du ibland ditt hjärta tyngt av oro
 av 
May Agnes Stephans

275 
Har du prövat att bära din börda
 av 
C. Auston Miles
 - 
Otto Witt
 
276 
Fast mörka moln sig hopa
 av 
Robert Harkness
 - 
Otto Witt

277 
Är du trckt av bördor och ej hjälp kan få
 av 
Birdie Bell

278 
Var ej bekymrad, vad än må ske
 
Finns på Wikisource
.

279 
Just när mitt mod vill sjunka
 av 
J. Bruce Evans
 - 
Paul Ongman

280 
Jag seglar fram uppå livets hav
 av 
Henry Albert Tandberg
 - 
Otto Witt

281 
Just han, som en gång gick på vattnet
 av 
Avis Burgeson
 - 
Otto Witt

282 
Det kors, han mig gett, tynger ofta

283 
Jesus, det renaste, ljuvaste, vänaste
 av 
S. Gissel
 
Edvard Evers
 - 
Otto Witt

284 
När den sista basunen ljuder
 av 
Fanny Crosby

285 
Snart kommer Jesus i himmelens sky
 av 
Ada R. Habershon

286 
Herrens stora, sköna dag
 av 
Otto Witt

287 
Snart kommer Jesus, som själv han sagt
 av 
Mrs C. H. Morris

288 
Snart gryr en morgon
 av 
James Rowe

289 
Vilken sällhet oss väntar där ovan
 av 
Robert Harkness
 - 
Otto Witt

290 
O vad fröjd, vad helig glädje
 av 
Fanny Crosby

291 
Mitt hemland, o, mitt hemland
 av 
R. W. Hawels
 - 
R. T.

292 
Jag längtar dit upp
 av 
Thomas Ball Barratt
 - 
Otto Witt

293 
Säg ett litet ord om Jesus
 av 
Herbert Buffum
 - 
O Witt

294 
Skåda framåt, se det dagas
 av 
Josef Grytzell

295 
Ned från himmelska höjder
 av 
Paul Rader
 - 
Otto Witt

296 
Till den okända trakt vill jag gå
 av 
Albert Benjamin Simpson
 - 
Otto Witt

297 
Vår store Gud gör stora under
 
Finns på Wikisource
.

298 
Med segersång, i tro på Gud
 av 
J. E. Hjelm

299 
Jesus skall komma med änglarnas här
 av 
Thoro Harris
 - 
Otto Witt

300 
När Jesus för tronen skall samla
 bearbetad av 
Otto Witt
```

### Sång 301–400
```
301 
En underbar dag skall sig te för vår syn
 översatt av 
Otto Witt

302 
Långt bortom rymden vida
 av 
Augusta Lönborg
 
Finns på Wikisource
.

303 
Uti morgonstunden
 av 
A. Cummings
 - 
K. Alinder

304 
Upp och fröjda dig, du menighet
 av 
Eric Bergquist

305 
O, underbara hemlighet
 av 
Paul Ongman

306 
Julen med sin glada sång
 av 
Lewi Pethrus

307 
När samlad den var i Jerusalem

308 
Gläd dig, o värld, han kommen är
 av 
Isaac Watts

309 
Nyårsklocka klinga
 av 
L. Strbg

310 
Det ringer uti tidens klocka
 av 
A. Lydell

311 
Dagar av fröjd och smärta
 av 
Mary Bernstecher
 - 
Robert Harkness

312 
När Guds gamla Israel stam för stam
 av 
William Grum
 - 
Otto Witt

313 
Jag slipper sörja, ty Gud är när
 av 
K. G. Sjölin
 
Finns på Wikisource
.

314 
På klippan din församling står
 
315 
Jag längtar hem till fridens land
 ur 
Sånger till Herrens Lof

316 
Allt till Jesus vill jag lämna
 av 
Judson W. van de Venter
 
Finns på Wikisource
.

317 
Jag är nu på väg till himlen
 av 
Herbert J. Lacey
 - 
Otto Witt

318 
Förbliv hos mig, ty natten faller på
 
Finns på Wikisource
.

319 
Det betyder föga här i världen

320 
En morgon jag i himlen vakna får
 av 
Charlotte Cecilia af Tibell

321 
Min Jesus gick bort att bereda ett hem
 ur 
Sånger till Herrens Lof

322 
Där tamariskens skugga ner på mjuka tuvan
 översatt från danska av 
Otto Witt

323 
Dyra anleten jag än ser i minnet
 av 
Thoro Harris

324 
Det var allena Jesus bad
 av 
Ben Harris

325 
I synd jag en gång vandrat, förlorad hjälplös trött
 översatt av 
Otto Witt

326 
Jesus, du älskar, djup är din kärlek
 ur 
Övervinnaresånger

327 
Lämna dig helt åt Jesus
 
Finns på Wikisource
.

328 
Gud är här för att välsigna
 av 
James Block

329 
Tänk, när jag min Herre skådar
 av 
Mrs Frank Breck
  - 
Otto Witt
 
330 
Var finner väl hjärtat sin ljuvaste ro

331 
Vad betyder dessa röster
 omarbetning från danska
332 
Jag vet en väg, som leder
 
333 
Min Konungs namn är en klippa stark
 översatt av 
Otto Witt

334 
På tusen sätt jag sökte få
 
335 
De sträcka mörka händer ut
 av 
Ada Blenkhorn
  - 
Otto Witt

336 
Vid älvarna i Babylon
 av 
Werner Skibsted
  - 
Otto Witt

337 
Ifrån döden uppstod Jesus
 av 
Amy S. McPherson

338 
Önskar du Jesu dyra löften äga
 
Nicholas L. Ridderhof
 
339 
Min kropp och själ och ande
 av 
Mary D. James

340 
Framåt, framåt går ett tåg
 
341 
Nattens skuggor sakta vika
 
Nils Frykman
 
Finns på Wikisource
.

342 
Nu tacken Gud, allt folk
 
Finns på Wikisource
.

343 
Halleluja! O, det jublar
 av 
E. Karlsson

344 
Guds ord och löften ej kunna svika
 av 
Joh. Holmstrand

345 
Tryggare kan ingen vara
 
Finns på Wikisource
.

346 
Väldigt går ett rop över land, över hav

347 
Ingen hinner fram till den eviga ron
 
Finns på Wikisource
.

348 
Verka, ty natten kommer

349 
Rädda de döende
 
Finns på Wikisource
.

350 
Blott en dag
 
Finns på Wikisource
.

351 
En dag fick jag nåd att lämna
 av 
John Ivar Lindestad

352 
Min framtidsdag är ljus och lång
 
Finns på Wikisource
.

353 
Hur många hinder komma på

354 
Har du intet rum för Jesus
 av 
El Nathan

355 
När jag i tron min Jesus ser
 av 
Samuel Gustafsson
 
Finns på Wikisource
.

356 
Var och en som vill
 av 
Philip Paul Bliss

357 
Jag äntligen lämnat den syndfulla värld
 av 
James M. Gray

358 
Lyft dig, min själ, mot Nebos höjder
 av 
Henrik Wilhelm Eklund

359 
Vi tala om himmelens land
 av 
Elizabeth King-Mills

360 
Vem är skaran, som syns glimma

361 
När den evigt klara morgon gryr

362 
Tänk, när en gång vi komma hem
 
363 
Lev för Jesus — intet annat
 
Finns på Wikisource
.

364 
Vilken Gud jag har
 av 
Kaleb Johnson

365 
Hör Faderns röst i dag
 av 
S. F. Smith

366 
En gång med Jesus på korset
 av 
Daniel Webster Whittle

367 
Böjd under korset
 av 
Joël Blomqvist
 
Finns på Wikisource
.

368 
Min Gud, jag sjunker ner vid korsets fot
 av 
Emil Gustafson
 
369 
Den ropandes källa i Lehi
 av 
Ida Björkman
 
370 
I helig bön en skara var
 av 
Lewi Pethrus

371 
En tillflyktsort är urtidens Gud
 
372 
Blott en liten tid, hur underbart
 av 
Robert Harkness
 - 
Paul Ongman

373 
Jesus kommer, Jesus kommer
 av 
Johannes Alfred Hultman

374 
Blott en kort liten tid — och jag ilar
 
Finns på Wikisource
.

375 
I Jesu blod jag liv och hälsa fick

376 
O Gud, all sannings källa
 
Finns på Wikisource
.

377 
Höga majestät
 
Finns på Wikisource
.

378 
Jesus, håll mig vid ditt kors
 av 
Fanny Crosby
 
Finns på Wikisource
.

379 
Nu är försoningsdagen
 av 
H. Schager

380 
Onda ord, o, låt dem aldrig
 av 
Teodor Trued Truvé

381 
Det finns ljus och glädje
 av 
Andrew L. Skoog

382 
Jag är en gäst och främling
 
Finns på Wikisource
.

383 
Jag är främling, jag är en pilgrim
 av 
M. S. Dana
 - 
Betty Ehrenborg
 
Finns på Wikisource
.

384 
Här växlar det av dagar
 av 
Anton Nilsson

385 
Tack, min Gud, för vad som varit
 
Finns på Wikisource
.

386 
Hela vägen går han med mig
 
Finns på Wikisource
.

387 
Gyllne fällt för vinden vaja
 av 
J. H. Thompson

388 
På himlens skyar skall Jesus komma
 av 
S. M. Linder

389 
Det byggs ett heligt tempel
 av 
Paul Ongman

390 
Lammets folk och Sions fränder
 
Finns på Wikisource
.

391 
Min dag den tillhör Jesus
 av 
W. C. Martin
 - 
Paul Ongman

392 
Jag tror på blodets fridsförbund
 översatt från danska av 
Paul Ongman

393 
Vägen med min Jesus går
 av 
Werner Skibsted
 - 
Paul Ongman

394 
När den gyllne morgon skördemännen gå

395 
Var man må nu väl glädja sig
 
Finns på Wikisource
.

396 
På Golgata min Jesus tog
 av 
W. M. Dorwood
 - 
Teodor Trued Truvé

397 
Vilken underbar Frälsare har jag
 av 
F. A. Graves
 - 
Paul Ongman

398 
Har du hört det glada bud
 av 
Mrs C. H. Morris
 - 
Paul Ongman

399 
Aldrig glömmer jag den dag
 av 
Mrs C. H. Morris
 - 
Paul Ongman

400 
Åter till bibeln, boken om vår frälsning
 av 
Thoro Harris
```

### Sång 401–452
```
401 
Kan ditt ankar hålla i stormens tid
 översättning av 
John Appelberg
. 
402 
Måhända, när stjärnorna blekna alltmera
 av 
H. L. Turner
 - 
Otto Witt

403 
Jag är på resa, och det bär hemåt
 översatt från danska av 
Paul Ongman

404 
Vi får mötas i Eden en gång
 
Finns på Wikisource
.

405 
Vill du möta mig därovan

406 
Det går hemåt, fastän molnen solen döljer
 av 
Nathanael Cronsioe

407 
Herre, jag nu glatt mig giver
 av 
Werner Skibsted
 - 
Paul Ongman

408 
Det ljöd en gång en stämma
 
409 
Jesus är min vän den bäste
 
Finns på Wikisource
.

410 
O, gör min själ vit som nyfallen snö
 av 
Eliza Edmunds Hewitt

411 
Skåden, skåden här nu alle

412 
O, jag vet ett härligt land

413 
Högtlovat vare Jesu namn
 
Finns på Wikisource
.

414 
Faderns mildhet härligt glänser
 av 
Philip Paul Bliss

415 
Nu är jag nöjd och glader
 
Finns på Wikisource
.

416 
Så går en dag än från vår tid
 
Finns på Wikisource
.

417 
På en avlägsen höjd
 
418 
Ett liv jag nu äger, som aldrig kan dö
 bearbetad av 
Paul Ongman

419 
Min Jesus säger mig
 av 
Elvina M. Hall
 - 
Teodor Trued Truvé

420 
Pilgrim, som på väg till fadershuset
 av 
Josef Rogner

421 
Ej jag tjusas mer av flärden
 av 
James Rowe
 - 
Paul Ongman

422 
Hur ljuvligt namnet Jesus är

423 
Som en härlig gudomskälla
 
Finns på Wikisource
.

424 
Min käre vän, ack säg

425 
När Jesus dog på Golgata
 av 
Carl Widmark

426 
När jag det dyra korset ser
 
427 
Där en falnad ros skall blomma

428 
Jesus dig kallar till ljus och frid
 av 
Jennie Bain Wilson

429 
Vi böljar denna skara, säg
 av 
Etta Campbell

430 
I den sena midnattsstunden
 av 
L. L-m
 V. 1-3 av 
Arthur Cleveland Coxe
 och v. 4-5 av 
Lina Sandell-Berg

431 
De nittionio vila tryggt
 av 
Elisabet Cecilia Clephane
 
Finns på Wikisource
.

432 
Var är mitt vilsna barn i kväll
  Av 
Robert Lowry
 
Finns på Wikisource
.

433 
Skild från Gud i synden
 av 
Johnson Oatman Jr

434 
Jublen, I himlar
 
Finns på Wikisource
.

435 
När juldagsmorgon glimmar
 
Finns på Wikisource
.

436 
O sällhet stor, som Herren ger
 
Finns på Wikisource
.
 
437 
Jag kan höra Jesus säga
 av 
E. W. Blandly

438 
Tio jungfrur tända lampor

439 
Det höres en susning som fordom igen
 av 
C. Wintersborg
 - 
Paul Ongman

440 
Till skilda fält, till städer och till byar
 av 
Lewi Pethrus

441 
Jag till Sions berg har hunnit
 av 
Werner Skibsted
 - 
Paul Ongman

442 
En fullkomlig frälsning var dag och var stund
 av 
Mrs C. H. Morris
 - 
Paul Ongman

443 
Det finns en reningskälla

444 
Prövade själ, var stilla
 av 
Werner Skibsted

445 
Sjung om Guds rika kärlek
 
446 
Jesus intog mitt hjärta
 
Ivar Lindestad

447 
Jesus, du, som blodet har gjutit
 översatt av 
Erik Nyström

448 
Jesus, du som en gång trädde
 bearbetad av 
Carl Gustaf Lundin

449 
O, jag vet ett land, där Herren Gud
 av 
Peter Lundén
 
Finns på Wikisource
.

450 
Herre, signe du och råde
 
Finns på Wikisource
.
 
451 
För det år, vi nu fått börja
 av 
August Bohman

452 
Få vi alla en gång mötas
 av 
Thomas Hastings
```

### Fotnoter
1. ↑  ”Segertoner”. Worldcat. 1 mars 1930. https://www.worldcat.org/title/samling-andliga-sanger-till-vackelse-och-uppbyggelse/oclc/676880030&referer=brief_results. Läst 16 oktober 2017.